# Valtasúr
Valtasúr (szlovákul Valtov Šúr) Súr településrésze, korábban önálló falu Szlovákiában, a Nagyszombati kerületben, a Nagyszombati járásban.

## Fekvése
Nagyszombattól 12 km-re délkeletre, a Vág jobb partján fekszik.

## Története
Neve a türk eredetű magyar Súr személynévből ered (cur = egy méltóságnév).
Vályi András szerint "Valta Súr, Péntek Súr. Tót faluk Pozsony Várm. földes Urok Gr. Eszterházy, és Gr. Pálfy Uraságok, lakosaik katolikusok, fekszik egygyik Nagy Súrnak szomszédságában, Vág vize mellett, és amannak filiája; másik Egyházfalvának filiája, ’s határjaik az előbbeniekhez hasonlítók."
Fényes Elek szerint "Súr, (Valta), tót falu, Poson vármegyében, a Vágh mellett, 369 kath., 5 zsidó lak. F. u. gr. Eszterházy József. Ut. p. Nagy-Szombat."
Pozsony vármegye monográfiája szerint "Valtasúr, vágvölgyi tót kisközség, 85 házzal és 539 róm. kath. vallású lakossal. A Súr nevű községekről már megemlékeztünk. Valtasúr sorsa leginkább Nagysúréval függ össze. Az itt elterjedt hagyomány szerint e községet Súr vezér alapította és egyik fia után nevezte el Valtának. Birtokosai az Esterházyak voltak. Temploma nincs a községnek. Postája Nagysúr, távírója pedig Szered."
1910-ben 565, túlnyomórészt szlovák lakosa volt. A trianoni békeszerződésig Pozsony vármegye Nagyszombati járásához tartozott.
1960-ban Nagysúr, Nemessúr és Várassúr falvakkal Súr néven egyesítették.
2001-ben Súr község 2211 lakosából 2170 szlovák volt.

## Nevezetességei
Jézus Szíve temploma 1910-ben épült.

## Külső hivatkozások
- Hivatalos oldal
- E-obce.sk Archiválva 2008. szeptember 25-i dátummal a Wayback Machine-ben
- Községinfó